# تسه ون چانگ
تسه ون چانگ (انگلیسی: Tse Wen Chang؛ زادهٔ ۲۵ اوت ۱۹۴۷) دانشمند در زمینه ایمنی‌شناسی اهل تایوان و از دانش‌آموختگان دانشگاه هاروارد است.